# Simon Unge
Simon Unge (* 31. August 1990 in Erkelenz; bürgerlich Simon Wiefels), auch Ungespielt oder Unge, ist ein ehemaliger deutscher Influencer und Webvideoproduzent.
2024 beendete Unge seine aktive Laufbahn infolge schwerer Vorwürfe von psychologischer Gewalt, siehe Abschnitt „Kontroversen“.

## Leben
Simon Unge wurde am 31. August 1990 in Erkelenz bei Mönchengladbach geboren. Er wuchs gemeinsam mit seinen Geschwistern bei seiner Mutter auf, nachdem sein Vater gestorben war, als Unge neun Jahre alt war. Er arbeitete in einer Einrichtung für geistig Behinderte und schloss 2013 seine Ausbildung zum Erzieher ab. Anfang 2014 zog Unge nach Köln. Im Januar 2015 teilte sich Unge für kürzere Zeit seine Wohnung mit einem anderen YouTuber, der unter dem Pseudonym „Peterle“ Videos auf YouTube hochlädt. Im März 2015 wohnte zwischenzeitlich ein weiterer YouTuber mit dem Pseudonym „Reyst“ bei ihm, der ihn außerdem anfangs auf seiner Weltreise begleitete.
Unge zog 2017 nach Hamburg. Ende 2018 bezog er mit seiner damaligen Lebenspartnerin eine Wohnung auf der portugiesischen Insel Madeira und erwarb nach eigenen Angaben ein Grundstück und einige Monate später auch mehrere Immobilien auf der Insel.
Seit 2012 verzichtet Unge auf tierische Produkte. Das vegane Leben ist oft Thema in seinen YouTube-Streams.
Am 20. September 2021 veröffentlichte Unge gemeinsam mit zwei weiteren Livestreamern und Webvideoproduzenten seine eigene Kondom-Firma namens wtf.social. Innerhalb von drei Tagen wurden mehr als 21.000 Produkte verkauft.

## YouTube-Kanäle und Livestreams
Unge begann im Mai 2011, auf dem Kanal Unschwer Videos zu den Themen Longboard und Dreadlocks hochzuladen. Anfang 2012 eröffnete er den Kanal unproblematisch, auf dem vegane Rezepte folgten. Beide Kanäle stellte Unge später ein und löschte einige Videos. Im Juli 2012 begann er damit, Let’s Plays zu produzieren und gründete dafür den Kanal Ungespielt. Seitdem lud er dort regelmäßig selbst produzierte Videos hoch.
Unge wird in der Minecraft-Let’s-Play-Szene unter anderem deshalb große Bedeutung zugesprochen, da er die Einführung von Großprojekten mitinitiierte. So organisierte er zusammen mit dem YouTuber GermanLetsPlay das Minecraft-Projekt Varo (Abkürzung für Vanilla Roleplay), an dem viele YouTuber teilnahmen. Insgesamt liefen vier Staffeln von Varo. Auch organisierte er das über mehrere Staffeln laufende Minecraft-Projekt Suro (=Survival Roleplay). Neben Minecraft produzierte Unge auf diesem Kanal unregelmäßig Videos über Die Sims 4 und Horrorspiele wie Slender – The Eight Pages.
Auf seinem Zweitkanal Ungefilmt veröffentlichte er regelmäßig Vlogs, sonstige Real-Life-Videos und behandelte unter anderem das Thema Auswandern. Der Kanal ist ebenfalls eingestellt.
Am 20. Dezember 2014 wurden Streitigkeiten mit seinem Netzwerk Mediakraft Networks bekannt, woraufhin Unge den neuen Kanal Unge für alle folgenden Videos startete (siehe den Abschnitt Probleme mit Mediakraft Networks) und seine Kanäle Ungefilmt am 20. Dezember 2014 und Ungespielt am 29. Dezember 2014 einstellte. Am 4. August 2015 erklärte Unge in einem Video auf Ungespielt, dass er nach einer achtmonatigen Pause nun wieder seine Let’s Plays auf diesem Kanal hochladen werde. Am 2. Mai 2016, rund eineinhalb Jahre nach Eröffnung des Kanals Unge, erschien dort das letzte Video, in welchem Unge von der Zukunft seiner Kanäle berichtete. Demnach werden Unge und Ungefilmt von nun an nicht weiter genutzt und der gesamte Content wird zukünftig nur noch auf dem alten Kanal Ungespielt veröffentlicht. Die Videos des Kanals Unge wurden auf den Kanal Ungespielt verschoben.
Über Twitch oder YouTube sendete Unge regelmäßig Let’s Plays in Form eines Live-Streams. Zum Erreichen der 100.000-Abonnenten-Marke veranstaltete er einen 24-stündigen Livestream, nach dem Erreichen der 200.000 Abonnenten einen 48-Stunden-Livestream. Am 19. März 2016 startete er einen 30-tägigen Livestream, in dem verschiedene Personen abwechselnd wirkten.
Im September 2016 veränderte Unge sein Kanalkonzept. Seither waren die dort hochgeladenen Videos hauptsächlich Ausschnitte aus seinen Streams, die er jeden Abend (bis auf Freitag, an dem er meistens nicht streamt oder nur einen IRL-Stream macht) um 20:00 Uhr beginnt. In den Streams reagiert er entweder auf Content von anderen Youtubern oder er spielt Spiele. Bis Ende 2021 nutzte Unge ausschließlich YouTube und keine andere Videoplattform. Ende 2021 kündigte Unge an, YouTube als Livestreaming-Plattform den Rücken zu kehren und mit seinen Livestreams auf die Plattform Twitch zurückzukehren. Er begründete die Rückkehr damit, dass ihm die Gefahr zu groß sei, nochmal auf YouTube eine Verwarnung zu erhalten und dadurch keine Livestreams oder Videos mehr produzieren zu können. Außerdem fühlte er sich durch eine vorangegangene Verwarnung, die er für unverhältnismäßig hielt, von YouTube unfair behandelt. Seine Streamingausschnitte werden nach wie vor auf seinem YouTube-Kanal hochgeladen.

### Ungeklickt
Am 18. September 2016 startete Unge erstmals ein Format namens ungeklickt, in dem er auf andere YouTube-Videos in einem Livestream reagiert (erste Folge hieß Let’s Watch, danach #ungeklickt). Teilweise kamen Zusammenschnitte oder einzelne Reaktionen als Video auf seinem YouTube-Kanal. Am Anfang reagierte er zusammen mit MiiMii auf Videos, mit dem er später zusammen mit seiner damaligen Freundin Sabine in das sogenannte Stream-Haus zog. Seit er Ende 2018 auf die portugiesische Insel Madeira ausgewandert ist, streamt er das Format häufig allein, hin und wieder hat er Gäste.

### Hochformat
Am 4. November 2019 erstellte er seinen neuen Kanal Hochformat und lud sein erstes Video auf diesen Kanal hoch. Bei Hochformat handelt es sich um einen Real-life-Vlog-Kanal, der an Instagram-Stories angelehnt ist und bei dem die Videos für den Kanal ausschließlich mit dem Smartphone im namensgebenden Hochformat gefilmt wurden. Auf diesem Kanal lädt er seit September 2020 keine Videos mehr hoch.

### Raik
Im Mai 2023 gab Unge bekannt, seine Aktivitäten unter dem Namen ungespielt aus gesundheitlichen Gründen auf unbestimmte Zeit zu pausieren. Stattdessen trat er seitdem als englischsprachiger VTuber Raik in Erscheinung. Nur auf dem YouTube-Kanal Raik DE wurden weiterhin deutschsprachige Videos veröffentlicht.

## Reisen

### Longboard-Tour
Im September 2014 machte Unge eine Longboard-Tour zusammen mit den YouTubern Dner (bürgerlich Felix von der Laden), Cheng Loew und Julien Bam (FlyingPandas). Sie fuhren 1400 Kilometer von List auf Sylt über Kiel, Hamburg, Magdeburg, Halle, Leipzig, Hof und Ingolstadt nach Füssen zum Schloss Neuschwanstein. Während der Tour wurden die vier vom Team der Fernsehsendung Stern TV begleitet; nach der Longboardtour waren Unge und von der Laden am 15. Oktober 2014 zu Gast in der Sendung. Die Videos zu dieser Tour veröffentlichte Unge täglich auf seinem Kanal ungefilmt.

### Weltreise 2015
Am 28. Februar 2015 veröffentlichte Unge ein Video, das das Projekt einer Weltreise ankündigte. Sie begann am 14. April 2015 in Los Angeles, USA, wo er zunächst zwei Monate blieb, mit kurzer Unterbrechung durch einen Aufenthalt in Costa Rica,. Die weiteren Ziele durften die Zuschauer anhand der im Google Play Store erschienenen Supz-App bestimmen. Unges ständiger Begleiter dabei sollte zunächst der YouTuber Anton Reyst sein, mit dem er seine Erlebnisse in Vlogs festhielt. Später setzte er die Weltreise mit wechselnden Begleitpersonen fort, da sie, so Unge, nicht an Bedingungen geknüpft sein solle. Die Reise fand dabei nicht durchgehend statt, sondern wurde immer wieder unterbrochen, sodass die Beteiligten nach Hause reisen können, um an anderen Projekten zu arbeiten. Im Liveticker wurde über den aktuellen Stand berichtet.

### 0Tour 2016
Im Juli und August 2016 fand Unges Webvideo-Projekt „0Tour – Ohne Geld durch die Welt“ statt. Dabei ging es darum, nahezu ohne Geld durch Deutschland und Nachbarstaaten zu reisen. Die Ausnahmen dabei waren während der Tour verdientes Geld und Nahrung von Zuschauern oder Freunden. Die Tour startete mit dem Streamer Papaplatte in Köln, wo sie ihr verbleibendes Geld dem Obdachlosen Heinrich am Kölner Hauptbahnhof überließen. Danach verlief die Tour von Dortmund über Hannover nach Berlin. Nach einem kurzen Aufenthalt dort reisten sie weiter über Reysts Wohnwagen, Hamburg, Lübeck, Scharbeutz, Hamburg, nach Frankfurt am Main. Dort stellte Unge neue Regeln auf, die unter anderem nur noch eine Mahlzeit bei Zuschauern oder Freunden erlaubten. Weiter führte die Tour von Stuttgart über Heilbronn, Singen, Stockach, Friedrichshafen, Zürich, München, Salzburg, München zurück nach Köln. Weitere bekannte Gäste der 0Tour waren Jonah Pueschel, Anton Reyst, Unges damalige Freundin CatyCake, inscope21, Alexander Straub, iReview und Oskar. Ein weiterer großer Bestandteil der Tour waren die regelmäßigen Fantreffen und die sogenannten #veganschnitzeljagden, die über Unges Supz.it-App veranstaltet wurden. Auch das Mobilegame Pokémon GO spielte eine wiederkehrende Rolle in der 0Tour. Das Projekt wurde von dem Hersteller des Erfrischungsgetränks Mio Mio Mate unterstützt und die Vlogs zu der Reise wurden täglich auf Unges Kanal ungespielt veröffentlicht.

## Auseinandersetzungen mit Mediakraft Networks

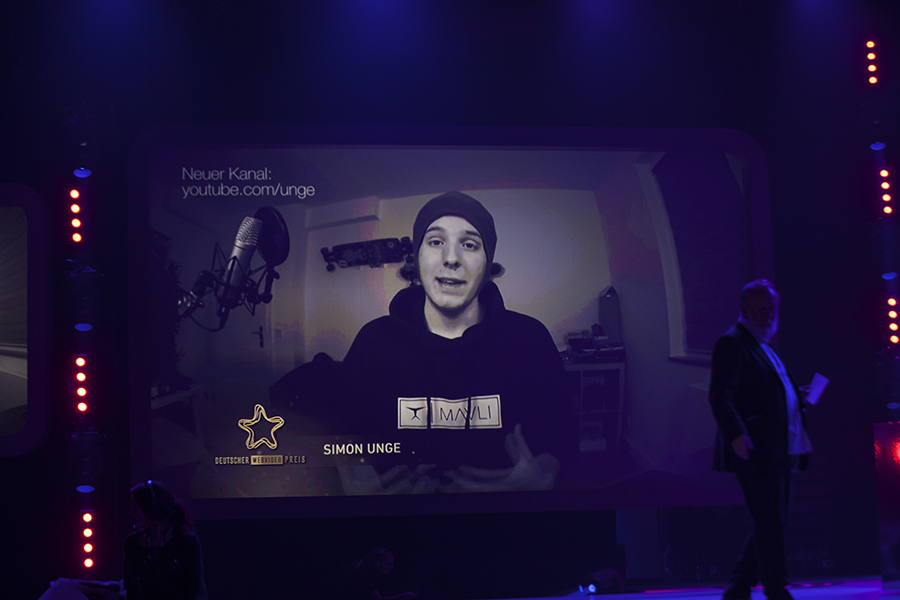
Nominierung von Unge beim Webvideopreis 2015: Standbild aus dem Video, in dem er die Aufgabe seines Kanals ungespielt verkündete

Am 20. Dezember 2014 teilte Unge in einem Video mit, dass er seinen Hauptkanal ungespielt und seinen V-Log-Kanal ungefilmt aufgeben werde. Dies sei auf Streitigkeiten mit dem YouTube-Netzwerk Mediakraft Networks zurückzuführen. Dieses habe keinerlei ideelle oder finanzielle Unterstützung für kostenaufwändige Projekte wie die Longboard-Tour durch Deutschland zur Verfügung gestellt, obwohl entsprechende Zusagen gemacht worden seien, nachdem Mediakraft durch einen Vertrag zwischen Unge und der Deutschen Telekom über mobilen Internetzugang unter Zugzwang geraten war. Auch seien Videos während der Longboardtour ohne Vorankündigung gelöscht oder ausgetauscht worden. Zudem habe ihm Mediakraft angedroht, ihn in die Privatinsolvenz zu treiben, sollte er auf juristischem Wege versuchen, das Netzwerk zu verlassen. Unge erklärte in einem Interview mit Spiegel Online vom 22. Dezember, den Vertrag mit Mediakraft gekündigt zu haben, der aber noch auslaufe. 2015 setzte er das Video auf „privat“, sodass es nicht mehr aufgerufen werden kann. Außerdem nutzt er seinen Kanal Ungespielt wieder als Gaming-Kanal und seit dem 2. Mai 2016 auch als Vlog-Kanal. Auf dem Kanal Unge veröffentlichte er bis zu diesem Datum Vlogs und auf dem Kanal Ungefilmt kleine Videos, die er nicht auf Unge hochladen wollte.
Unge gab mit diesem Schritt rund 2 Millionen Abonnenten und eine Reichweite von etwa 30 Millionen Aufrufen monatlich auf. Das Video löste einen Shitstorm gegen Mediakraft und enorme Resonanz in den sozialen Netzwerken aus. Bereits nach kurzer Zeit waren Hashtags wie #Freiheit oder #MediaKeineKraftMehr in den Twitter-Trendthemen vorhanden. Seinen bereits im Mai 2014 als Platzhalter angelegten Kanal Unge, der schon zwei Tage nach Veröffentlichung des Videos über 450.000 Abonnenten verzeichnen konnte, führte er als neuen Hauptkanal. Mittlerweile hat der Kanal über 1,4 Mio. Abonnenten erreicht. Die Neugründung geschah durch eine dritte, von Mediakraft unabhängige Person, damit das Netzwerk auf den neuen Kanal keinen Einfluss mehr ausüben kann, wie Unge in einem Kommentar auf YouTube mitteilte.
Mediakraft Networks nahm am 21. Dezember auf Facebook Stellung zu Unges Video und stritt die Anschuldigungen weitgehend ab. Der YouTuber LeFloid, dessen Mediakraft-Vertrag im Dezember 2014 auslief, bezeichnete Unges Schritt in einem Video als „desaströsen Weggang“ und zollte ihm „Respekt“. Auch das Trio ApeCrime verlängerte seinen Vertrag bei Mediakraft Networks nicht.
Im Sommer 2015 ging Unge beim Netzwerk Maker Studios, das zum Disney-Konzern gehört, unter Vertrag. Da mittlerweile der Partnervertrag mit dem Netzwerk Mediakraft abgelaufen ist, hat er ungespielt als Hauptkanal reaktiviert.

## Kontroversen
Am 14. Juni 2015 wurde ein Beitrag im sozialen Netzwerk Twitter (nun X), in dem Unge das Wort „behindert“ als Beleidigung verwendete, vom Aktivisten Raúl Aguayo-Krauthausen kritisiert, was zahlreiche Beiträge anderer Nutzer mit dem Hashtag „UNGEhindert“ hervorrief und Unge zur Löschung des Beitrags und Entschuldigung an Krauthausen veranlasste. Später veröffentlichte er ein gemeinsam mit Krauthausen aufgenommenes Video zum Thema Behinderung.
Am 5. März 2018 lud der YouTuber ein Video mit dem Titel „Milch ist Gift“ hoch. Darin erklärte er, dass Milch für eine Vielzahl gesundheitlicher Probleme sorge und behauptete, Menschen würden von einer „Milchlobby indoktriert und systematisch krankgemacht“. Die darauffolgenden Kontroversen und die Vorwürfe, Unge würde Verschwörungstheorien verbreiten, sorgten dafür, dass er das Video wieder löschte und seine Aussagen relativierte.
Nachdem im Mai 2024 von verschiedenen Seiten Vorwürfe gegenüber der Influencerin Anni The Duck erhoben wurden, kündigte Unge in einem Social-Media-Posting an, dass sich bald drei Frauen gegen ihn äußern würden. Unge schrieb, er werde seit Jahren von diesen fertiggemacht. Zwei Wochen später warf eine Exfreundin ihm in einem langen Statement auf YouTube vor, sie manipuliert, missbräuchliche Verhaltensweisen gezeigt und ihre Katze misshandelt zu haben. Unge räumte in der Folge Fehlverhalten ein, distanzierte sich jedoch großteils von den Vorwürfen.
Während dieser Geschehnisse wurde Unges Ex-Freundin besonders von Vik verteidigt, der sich auch selbst äußerte und unter anderem am 27. Mai 2024 ein halbstündiges Video dazu hochlud, in dem er aussagte, dass Unge ihm psychisch schaden wollte.
Im Zuge der Kontroverse wurde öffentlich gemacht,  dass Unge unter dem Pseudonym „lurkgirly“ auf X einen Sockenpuppenaccount genutzt hatte, um Personen zu folgen, die ihn blockiert hatten, sowie sich selbst unter kritischen Posts verteidigte. Er bestätigte diesen Vorwurf.
Im Rahmen eines langen Videos räumte Unge im Mai 2024 viele Fehler ein und verabschiedete sich für unbestimmte Zeit von der Online-Welt.